# Christopher Mazdzer
Christopher Mazdzer, noto Chris (Pittsfield, 26 giugno 1988) è uno slittinista statunitense, medaglia d'argento olimpica nel singolo a Pyeongchang 2018.

## Biografia
Ha iniziato a gareggiare per la nazionale statunitense nelle varie categorie giovanili sia nella specialità del singolo sia in quella del doppio ottenendo, quali migliori risultati, la vittoria nella classifica finale della Coppa del Mondo giovani nel singolo nella stagione 2004/05 ed il secondo posto in quella juniores nel 2007/08 tanto nel singolo quanto nel doppio, insieme a Jayson Terdiman, nonché sei medaglie ai campionati mondiali juniores, delle quali una d'oro nella gara a squadre a Lake Placid 2008.

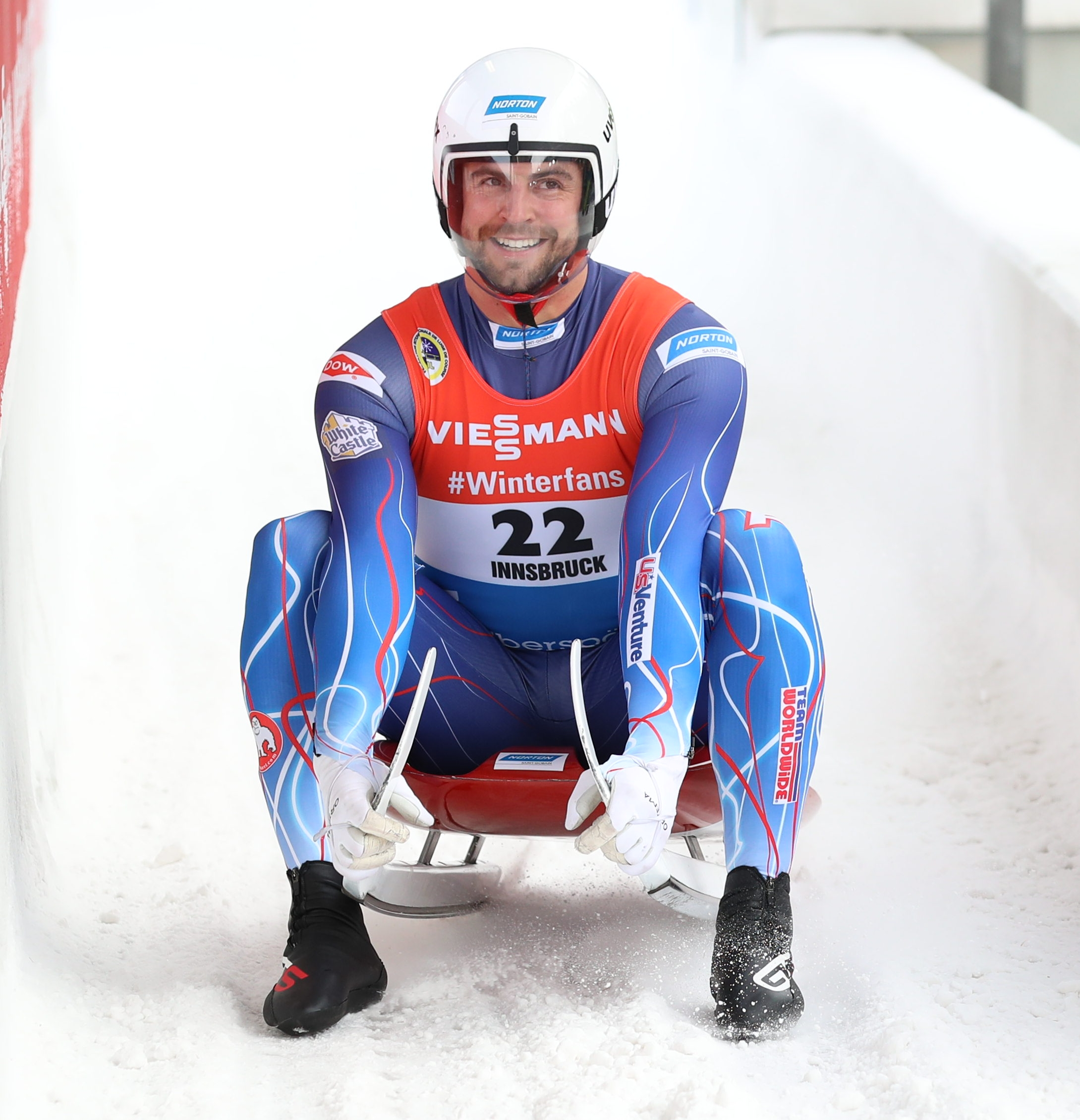
Mazdzer in gara a Innsbruck nel 2018

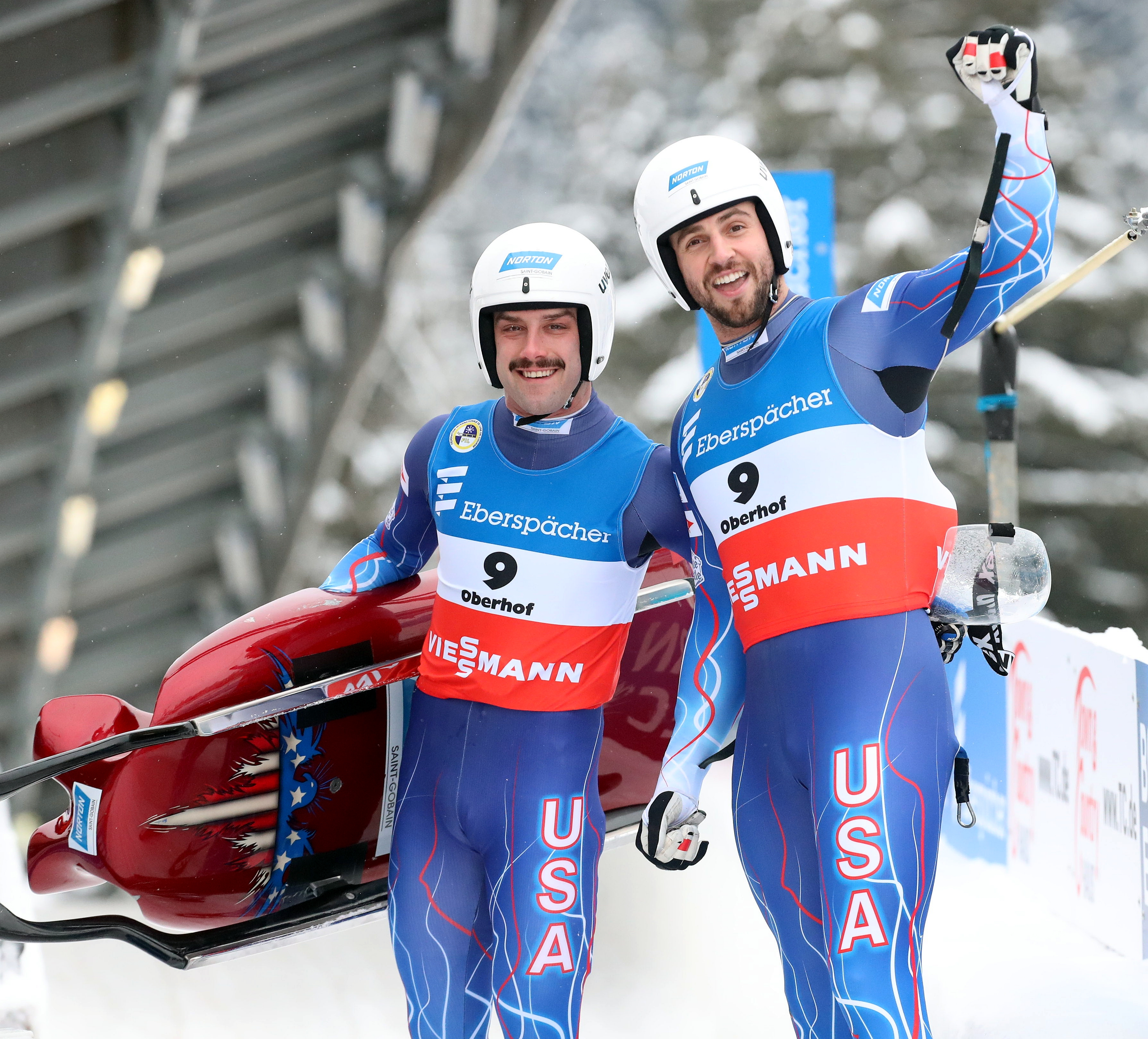
Mazdzer (a destra) con il compagno di doppio Jayson Terdiman a Oberhof nel 2021

A livello assoluto ha esordito in Coppa del Mondo nella stagione 2006/07, il 19 novembre 2006 a Cesana Torinese, dove si piazzò 26º nel singolo; ha conquistato il primo podio il 22 gennaio 2012 nella gara a squadre a Winterberg e la sua prima vittoria il 13 dicembre 2014 a Calgary nel singolo sprint. Dopo aver iniziato gareggiando in entrambe le discipline, dall'edizione 2009/10 si è dedicato esclusivamente alla specialità del singolo sino alla stagione 2018/19, in cui Mazdzer partecipò sia alle gare individuali che a quelle del doppio riproponendo il sodalizio con Jayson Terdiman, decisione maturata da entrambi in seguito il ritiro di Matthew Mortensen (compagno di doppio dello stesso Terdiman nelle precedenti stagioni); centrò il suo primo podio nella disciplina biposto il 16 dicembre 2018, quando giunse secondo nel doppio sprint a Lake Placid. In classifica generale come miglior risultato si è piazzato al terzo posto nel 2015/16 nel singolo ed all'ottavo posto nel 2018/19 nel doppio. 
Ha partecipato a tre edizioni dei Giochi olimpici invernali, a Vancouver 2010 è giunto tredicesimo nel singolo, a Soči 2014 si è classificato al tredicesimo posto nella prova individuale ed in sesta piazza nella gara a squadre ed a Pyeongchang 2018 ha conquistato la medaglia d'argento nel singolo ed ha colto la quarta posizione nella gara a squadre.
Ha preso parte altresì a dieci edizioni dei campionati mondiali, conquistando in totale una medaglia e avendo gareggiato almeno una volta in tutte e cinque le specialità dello slittino. Nel dettaglio i suoi risultati nelle prove iridate sono stati, nel singolo: ventottesimo a Igls 2007, quattordicesimo a Lake Placid 2009, ventitreesimo a Cesana Torinese 2011, ventiduesimo ad Altenberg 2012, sesto a Whistler 2013, sesto a Sigulda 2015, quarto a Schönau am Königssee 2016, diciannovesimo a Igls 2017, diciannovesimo a Soči 2020 e decimo a Schönau am Königssee 2021; nel singolo sprint: quarto a Schönau am Königssee 2016; nel doppio: undicesimo a Winterberg 2019 e sedicesimo a Schönau am Königssee 2021; nel doppio sprint: quinto a Winterberg 2019 e nono a Soči 2020; nelle prove a squadre: sesto ad Altenberg 2012, quinto a Whistler 2013, quinto a Sigulda 2015, quinto a Schönau am Königssee 2016, sesto a Winterberg 2019, medaglia di bronzo a Soči 2020 e quarto a Schönau am Königssee 2021. 
Ai campionati pacifico-americani ha vinto la medaglia d'oro nel singolo in quattro occasioni: a Lake Placid 2013, a Whistler 2014 a Calgary 2016 e a Lake Placid 2019 oltre a due argenti e un bronzo individuali.

## Palmarès

### Olimpiadi
- 1 medaglia:
  - 1 argento (singolo a Pyeongchang 2018).

### Mondiali
- 1 medaglia:
  - 1 bronzo (gara a squadre a Soči 2020).

### Pacifico-americani
- 12 medaglie:
  - 4 ori (singolo a Lake Placid 2013; singolo a Whistler 2014; singolo a Calgary 2016; singolo a Lake Placid 2019);
  - 6 argenti (singolo a Lake Placid 2015; singolo a Park City 2017; singolo, doppio a Whistler 2020; doppio a Soči 2022; singolo a Park City 2023);
  - 2 bronzi (singolo a Calgary 2018; singolo a Soči 2022).

### Mondiali juniores
- 6 medaglie:
  - 1 oro (gara a squadre a Lake Placid 2008);
  - 3 argenti (gara a squadre ad Altenberg 2006; gara a squadre a Cesana Torinese 2007; doppio a Lake Placid 2008);
  - 2 bronzi (doppio ad Altenberg 2006; doppio a Cesana Torinese 2007).

### Coppa del Mondo
- Miglior piazzamento in classifica generale nel singolo: 3º nel 2015/16.
- Miglior piazzamento in classifica generale nel doppio: 8º nel 2018/19.
- 24 podi (10 nel singolo, 1 nel singolo sprint, 1 nel doppio sprint, 12 nelle gare a squadre):
  - 4 vittorie (2 nel singolo, 1 nel singolo sprint, 1 nelle gare a squadre);
  - 14 secondi posti (4 nel singolo, 1 nel doppio sprint, 9 nelle gare a squadre);
  - 6 terzi posti (4 nel singolo, 2 nelle gare a squadre).

#### Coppa del Mondo - vittorie
| Data             | Luogo       | Paese       | Disciplina                                                    |
| ---------------- | ----------- | ----------- | ------------------------------------------------------------- |
| 13 dicembre 2014 | Calgary     | Canada      | Singolo sprint                                                |
| 4 dicembre 2015  | Lake Placid | Stati Uniti | Singolo                                                       |
| 5 dicembre 2015  | Lake Placid | Stati Uniti | Gara a squadre con Erin Hamlin, Justin Krewson e Andrew Sherk |
| 12 dicembre 2015 | Park City   | Stati Uniti | Singolo                                                       |

### Coppa del Mondo juniores
- Miglior piazzamento in classifica generale nel singolo: 2° nel 2007/08.
- Miglior piazzamento in classifica generale nel doppio: 2° nel 2007/08.

### Coppa del Mondo giovani
- Vincitore della Coppa del Mondo giovani nel singolo nel 2004/05.